# Drug Cabin
Drug Cabin je americká rocková skupina. Založil ji v roce 2012 zpěvák a kytarista Nathan Thelen (dřívější člen skupiny Pretty Girls Make Graves) a s několika dalšími hudebníky nahrál toho roku eponymní EP, které vyšlo v červnu 2012. Po dokončení alba se ke skupině přidal zpěvák a kytarista a Marcus Congleton ze skupiny Ambulance LTD. V září roku 2014 skupina vydala své první plnohodnotné album nazvané Yard Work, které obsahuje celkem deset písní.

## Diskografie
- Drug Cabin (EP, 2012)
- Yard Work (2014)